# 寧化伏虎禪師
寧化伏虎禪師，五代末年禪師，法號惠寬，福建寧化縣葉嶺人，俗姓葉。在汀州开元寺修道，時聞猛虎為患。公家出示，求人除害，無人敢揭其榜。南唐保大三年（公元945年），禪師自願入山，虎匐伏於地，聆聽禪師說教，後禪師即乘虎下山，人稱「伏虎禪師」。後又於调军嶺上建普護寺，苦無水源，禪師以錫杖擊破石壁，從此泉水不竭。
宋太祖建隆三年（962年），禪師圓寂，以其功績，敕封“威濟靈應普惠禪師”。